# SES-9
O SES-9 é um satélite de comunicação geoestacionário europeu que foi construído pela Boeing Satellite Systems. Ele está localizado na posição orbital de 108 graus de longitude leste e é operado pela SES World Skies divisão da SES. O satélite foi baseado na plataforma BSS-702HP e sua expectativa de vida útil é de 15 anos.

## História
A Boeing anunciou em outubro de 2012 que a SES escolheu a mesma para construir um novo satélite de comunicações, o SES-9, para proporcionar direct-to-home e serviços de comunicações marítimas.
O novo satélite vai expandir a capacidade da SES para fornecer transmissão de direct-to-home e outros serviços de comunicações no Nordeste da Ásia, Sul da Ásia e Indonésia, bem como comunicações marítimas dos navios no Oceano Índico.
O satélite foi colocado na posição orbital de 108,2 graus de longitude leste para fornecer incrementos, bem como capacidade de substituição para este slot orbital da SES bem estabelecido sobre a Ásia, onde ele está colocalizado com os satélites existentes SES-7 e NSS-11.

## Lançamento
O satélite foi lançado com sucesso ao espaço no dia 4 de março de 2016, às 23:35 UTC, por meio de um veículo Falcon 9FT lançado a partir da Estação da Força Aérea de Cabo Canaveral, na Flórida, EUA. Ele tem uma massa de lançamento de 5330 kg.

## Capacidade e cobertura
O SES-9 é equipado com 57 transponders em banda Ku de alta potência para fornecer Direct-to-Home (DTH) radiodifusão e outros serviços de comunicações no Nordeste da Ásia, Sul da Ásia e Indonésia, bem como comunicações marítimas para os navios no Oceano Índico.